# 襄阳磁浮公交
襄阳磁浮公交为中华人民共和国湖北省襄阳宜城市的襄阳电车中心项目的轻量化磁浮公交系统示范线。

## 概况
该项目全长5.3公里，投资8亿元，为全国首个轻量化磁浮公交系统示范线，为襄阳电车中心项目的组成部分，汉江捷运装备总部基地生产其系统及部件。

## 工期
该磁浮公交工期磁悬浮分两期，一期1.2+1.4公里，二期2.7公里。